# Världsmästerskapen i nordisk skidsport 1982
Världsmästerskapen i nordisk skidsport 1982 ägde rum i Oslo i Norge mellan den 19 och 28 februari 1982. Längdskidåkarna fick för första gången i världsmästerskapssammanhang åka fristil i vissa lopp. För första gången hölls även lagtävlingar i backhoppning och nordisk kombination.

## Längdskidåkning herrar

### 15 kilometer fristil
23 februari 1982
| Medalj | Tävlande                          | Tid     |
| Guld   | Oddvar Brå, Norge                 | 38.52,5 |
| Silver | Aleksandr Zavjalov, Sovjetunionen | 39.02,1 |
| Brons  | Harri Kirvesniemi, Finland        | 39.02,3 |

### 30 kilometer fristil
20 februari 1982
| Medalj | Tävlande                 | Tid       |
| Guld   | Thomas Eriksson, Sverige | 1:21.52,3 |
| Silver | Lars-Erik Eriksen, Norge | 1:22.13,9 |
| Brons  | Bill Koch, USA           | 1:22.14,8 |

### 50 kilometer klassisk stil
27 februari 1982
| Medalj | Tävlande                 | Tid       |
| Guld   | Thomas Wassberg, Sverige | 2:32.00,9 |
| Silver | Jurij Burlakov, Sovjet   | 2:32.34,3 |
| Brons  | Lars-Erik Eriksen, Norge | 2:32.49,9 |

### 4 × 10 kilometer stafett
25 februari 1982
| Medalj | Lag                                                                                    | Tid       |
| ------ | -------------------------------------------------------------------------------------- | --------- |
| Guld   | Norge (Lars-Erik Eriksen, Ove Aunli, Pål Gunnar Mikkelsplass, Oddvar Brå)              | 1:56.27,6 |
| Guld   | Sovjetunionen (Vladimir Nikitin, Aleksandr Batjuk, Jurij Burlakov, Aleksandr Zavjalov) | 1:56.27,6 |
| Brons  | Finland (Kari Härkönen, Aki Karvonen, Harri Kirvesniemi, Juha Mieto)                   | 1:58.49,4 |
| Brons  | Östtyskland (Uwe Bellmann, Uwe Winsch, Stefan Schicker, Frank Schröder)                | 1:58.49,4 |

## Längdåkning damer

### 5 kilometer fristil
22 februari 1982
| Medalj | Tävlande                   | Tid     |
| Guld   | Berit Aunli, Norge         | 15.30,2 |
| Silver | Hilkka Riihivuori, Finland | 15.35,6 |
| Brons  | Britt Pettersen, Norge     | 15.48,2 |

### 10 kilometer fristil
19 februari 1982
| Medalj | Tävlande                       | Tid     |
| Guld   | Berit Aunli, Norge             | 29.25,9 |
| Silver | Hilkka Riihivuori, Finland     | 29.46,5 |
| Brons  | Květa Jeriová, Tjeckoslovakien | 30.15,8 |

### 20 kilometer klassisk stil
26 februari 1982
| Medalj | Tävlande                       | Tid       |
| Guld   | Raisa Smetanina, Sovjetunionen | 1:06.16,9 |
| Silver | Berit Aunli, Norge             | 1:06.20,3 |
| Brons  | Hilkka Riihivuori, Finland     | 1:07.29,6 |

### 4 × 5 kilometer stafett
24 februari 1982
| Medalj | Lag                                                                                   | Tid       |
| ------ | ------------------------------------------------------------------------------------- | --------- |
| Guld   | Norge (Anette Bøe, Inger Helene Nybråten, Berit Aunli, Britt Pettersen)               | 1:02.15,9 |
| Silver | Sovjetunionen (Ljubov Ljadova, Ljubov Zabolotskaja, Raisa Smetanina, Galina Kulakova) | 1:02.29,6 |
| Brons  | Östtyskland (Petra Sölter, Carola Anding, Barbara Petzold, Veronika Hesse)            | 1:02.57,3 |

## Nordisk kombination

### 15 kilometer
19 februari 1982
| Medalj | Tävlande                    | Poäng   |
| Guld   | Tom Sandberg, Norge         | 426,600 |
| Silver | Konrad Winkler, Östtyskland | 426,560 |
| Brons  | Uwe Dotzauer, Östtyskland   | 426,455 |

### 3 × 10 kilometer
26 februari 1982
| Medalj | Lag                                                            | Poäng   |
| Guld   | Östtyskland (Uwe Dotzauer, Günther Schmieder, Konrad Winkler)  | 1295,92 |
| Silver | Finland (Jouko Karjalainen, Rauno Miettinen, Jorma Etelälahti) | 1243,60 |
| Silver | Norge (Hallstein Bøgseth, Espen Andersen, Tom Sandberg)        | 1243,60 |

## Backhoppning

### Normalbacke
21 februari 1982
| Medalj | Tävlande                | Poäng |
| Guld   | Armin Kogler, Österrike | 249,3 |
| Silver | Jari Puikonen, Finland  | 248,6 |
| Brons  | Ole Bremseth, Norge     | 245,8 |

### Stora backen
28 februari 1982
| Medalj | Tävlande                | Poäng |
| Guld   | Matti Nykänen, Finland  | 257,9 |
| Silver | Olav Hansson, Norge     | 255,1 |
| Brons  | Armin Kogler, Österrike | 244,7 |

### Lagtävling stora backen
26 februari 1982
| Medalj | Lag                                                                      | Poäng |
| Guld   | Norge (Johan Sætre, Per Bergerud, Ole Bremseth, Olav Hansson)            | 718,5 |
| Silver | Österrike (Hans Wallner, Hubert Neuper, Armin Kogler, Andreas Felder)    | 717,6 |
| Brons  | Finland (Keijo Korhonen, Jari Puikkonen, Pentti Kokkonen, Matti Nykänen) | 670,8 |

## Medaljligan
| Placering | Nation          | Guld | Silver | Brons | Totalt |
| --------- | --------------- | ---- | ------ | ----- | ------ |
| 1         | Norge           | 7    | 4      | 3     | 14     |
| 2         | Finland         | 1    | 4      | 4     | 9      |
| 3         | Sovjetunionen   | 2    | 3      | 0     | 5      |
| 4         | Östtyskland     | 1    | 1      | 3     | 5      |
| 6         | Österrike       | 1    | 1      | 1     | 3      |
| 6         | Sverige         | 2    | 0      | 0     | 2      |
| 7         | Tjeckoslovakien | 0    | 0      | 1     | 1      |
| 8         | USA             | 0    | 0      | 1     | 1      |